# Citroën M35
Citroën M35 je prototipno vozilo marke Citroën, izgledom nalik na Citroën Ami 8. 
Razlike su međutim vrlo velike, poglavito po pitanju mehanike jer je M35 bio proizveden s novim Wankelovim motorom od 497.5ccm koji je davao snagu od 49KS pri 5500RPM. Podvozje je bilo hidrauličko, preuzeto s modela GS i modificirano za M35, koji je tako postao jedini model iz A serije s hidrauličkim podvozjem. Karoserija na prvi pogled sliči na Ami 8, ali se većina dijelova ipak u nekoj mjeri razlikuje od Amijevih, pa zato nisu razmijenjivi.
Ukupno se planiralo proizvesti 500 komada ali ih je proizvedeno svega 267 koji su prodani kao prototipna vozila. Od daljnjeg razvoja se odustalo zbog naftne krize, te je Citroen ponudio otkup već prodanih vozila, ali većina vlasnika je to odbila. Citroen međutim nije proizveo puno rezervnih dijelova, te većina modela M35 više nije u funkciji ili su spremljeni po garažama.

## Vanjske poveznice
- (engl.) Citroën M35  Arhivirana inačica izvorne stranice od 7. studenoga 2005. (Wayback Machine)
- (engl.) M35 Wankel engined coupé   Arhivirana inačica izvorne stranice od 28. kolovoza 2008. (Wayback Machine)